# Torre de Santa Margarida
|  | Per a altres significats, vegeu «Torre de Santa Margarida (Palafrugell)». |

|  | No s'ha de confondre amb Santa Maria de Valldonzella. |

La Torre de Santa Margarida o de Valldonzella és un antic monestir, i posteriorment masia, actualment en ruïnes, situada al Parc Natural de Collserola, a Barcelona, catalogada com a bé cultural d'interès local.

## Història
El topònim Valldonzella és documentat per primer cop el 1147, i la primera menció d'una capella és del 1175. A principis del segle xiii acollia una comunitat de monges d'orde i regla incertes, fins que el 1226 el bisbe de Barcelona Berenguer de Palou en feu donació al monestir de Santes Creus de l'orde del Cister. El 1263, i a causa de la inseguretat del lloc, amb l'autorització de Jaume I, construïren un nou monestir extramurs de Barcelona, a prop del Portal de Sant Antoni, que fou inaugurat el 1269. Després de diversos trasllats, des del 1913 és al nou monestir de Santa Maria de Valldonzella.
Des del segle xv, la capella va estar vinculada a la torre anomenada de Valldonzella, de Santa Margarida o de Dalt, edifici residencial adossat al mur de migdia. Així, el 1464, l'abadessa de Valldonzella Alamanda de Pia establí en emfiteusi la casa i les terres a Pere Busquets, de Barcelona. El 1505, la propietat fou embargada als cònjuges Caterina i Pere Diumés per l'impagament de les pensions d'uns censos i censals que la gravaven. Aleshores retornà al monestir, contra qui Antic Almogàver i Dusai, que havia adquirit el deute, va interposar un litigi. Aquest es resolgué el 1552 amb una nova sentència, i el 1555, la propietat passà a mans d'Anna Beneta Almogàver i Vilamarí, filla i hereva d'Antic i esposa de Galceran Albanell i Durall, hereu d'una família aristocràtica barcelonina. La finca passà en herència al seu fill Jeroni Albanell i Almogàver, i després al fill d'aquest, Galceran Albanell i Girón de Rebolledo (1561-1626), que el 1621, en no tenir descendents, en va fer donació al seu nebot Francesc Montsuar i Albanell. Després va passar a Agnès d'Argençola i Montsuar, casada amb Josep de Rocabertí i de Boixadors, i seria heretada pel seu fill Jeroni de Rocabertí i d'Argençola, que el 1702 fou nomenat marquès d'Argençola per Felip V.  Durant aquesta època, els propietaris hi eren gairebé sempre absents, i les terres eren conreades per masovers.
Jeroni Albanell i la seva esposa Isabel Girón de Rebolledo havien acumulat deutes per valor de diversos milers de lliures que mai es van retornar. Això va motivar un llarg litigi, que es va resoldre el 1677 amb una sentència que condemnava Jeroni de Rocabertí a pagar tots els deutes amb la venda judicial en subhasta pública de les propietats hipotecades. Finalment, el 1687, la torre de Santa Margarida fou adjudicada a Antic Busquets, pagès de la parròquia de Sant Cebrià de Valldoreix, per 800 lliures. El 1737, el seu net Josep vengué la propietat a María Nicasia de Toledo y Lacambra, natural de Madrid i vídua de Juan Fernández-Calderón y Gutiérrez-Pajarillo, superintendent de la Reial Casa de la Moneda de Barcelona i correu major de Catalunya i Balears, natural de Selaya. La nova propietària va fer reformar la casa i la capella, que va quedar oberta al culte públic fins al 1865, quan el bisbe Pantaleó Montserrat hi el prohibí pel mal estat de l'edifici.
El seu fill Antoni Fernández-Calderón i de Toledo (1722-1791), membre de la Reial Acadèmia de Belles Arts de Sant Jordi, es va casar el 1751 amb Maria Francesca de Verthamon i de Carreras, filla de Josep de Verthamon i Fizes, jutge de les confiscacions de Felip V, i de Maria Lluïsa de Carreras i de Gatxapay, barons de Santa Marta de les Arenes. El 1783, la seva filla Maria Antònia Fernández-Calderón i de Verthamon es va casar amb el noble d'Agramunt Ramon de Siscar i Rocabruna, fixant la seva residència a Barcelona. L'hereu Ramon de Siscar i Fernández de Calderón (1792-1850) va exercir d’advocat i fou un noble il·lustrat, i es va casar amb la tarragonina Maria Tecla de Montoliu i Dusai (1802-1889), filla del noble tarragoní Plàcid Manuel de Montoliu i Bru (1767-1848) i de Felipa Dusai. L'hereu de la nissaga fou Ramon de Siscar i de Montoliu (1830-1889), que el 1871 es casà en segones noces amb la noble Francesca Xaviera de Castellarnau i Lleopart (1839-1901), natural de Berga.
L'hereu Ramon de Siscar i de Castellarnau era ludòpata, i la nit del 10 a l'11 de desembre del 1901 hi va matar la seva mare a trets de pistola perquè aquesta es negava a donar-li diners. Després d'un procés judicial per a inhabilitar-lo, l'herència va passar el 1906 a mans del seu germà Josep Maria de Siscar i de Castellarnau.

## Descripció
És un conjunt arquitectònic rural, emplaçat al mig d'una boscúria, en una franja del sector occidental de la serra de Collserola. Es tracta d'un conjunt d'edificacions de línies senzilles, bastides en diverses èpoques, conservant alguna construcció romànica, com el cos lateral destinat a capella, destacant una finestra d'aquell període. També hi ha una galeria amb una finestra, restes de dependències de tipus agrícola, algunes de semiderruïdes. Al seu entorn s'hi poden contemplar àrees d'horta, conreats fins no fa gaire.